# Змерзання гірських порід
Змерзання гірських порід (рос. смерзание горных пород, англ. congelation of rocks; нім. Zusammenfrieren n der Gesteine n pl) – процес переходу мінеральної маси з сипкого стану в моноліт, пов'язаний з утворенням льодоцементу з вологи, яка міститься в породі. З.г.п. ускладнює зберігання, навантаження, транспортування і розвантаження сипких і грудкуватих матеріалів. 
Особливу складність З.г.п. являє при проведенні відкритих гірничих робіт в районах з суворими кліматичними умовами. При цьому розрізняють власне змерзання мінеральної маси і змерзання мінеральної маси з поверхнями трансп. засобів, фундаментів, майданчиків тощо. 
На гірничодобувних і переробних підприємствах застосовують способи для запобігання змерзанню мінеральної маси: видаляють вологу з матеріалу термічною сушкою; зберігають вологу в рідкому стані добавкою важкозамерзаючих розчинів; ослаблюють зв'язки з поверхнею трансп. засобів застосуванням поверхнево-активних речовин; зневоднюють матеріал на грохотах, в центрифугах, фільтруванням і т.ін.